# سرگی بابینوف
سرگی بابینوف (روسی: Сергей Пантелеймонович Бабинов؛ زادهٔ ۱۱ ژوئیهٔ ۱۹۵۵) بازیکن هاکی روی یخ اهل شوروی بود.